# Kweneng
Kweneng är ett distrikt i Botswana. Distriktet täcker 35 890 km² och har 304 000  invånare (2011). Huvudort är Molepolole, landets största by och tredje största ort.
Kweneng gränsar till alla distrikt i Botswana utom Northeast och Northwest. Det är också det enda distriktet utan yttre gräns. Det delas in i underdistrikten Kweneng East och Kweneng West.
Större orter är Molepolole, Mogoditshane, Thamaga, Gabane och Kopong.